# Basilia techna
Basilia techna är en tvåvingeart som beskrevs av Maa 1971. Basilia techna ingår i släktet Basilia och familjen lusflugor. Inga underarter finns listade i Catalogue of Life.